# Кверне, Пер
Пер Кверне (1 апреля 1945, Осло) — известный норвежский тибетолог и историк искусств.

## Биография
В 1970 году получил степень магистра по санскриту в Университете Осло. В 1970—1975 гг. он читал лекции по истории религий в Бергенском университете. В 1973 году получил степень доктора философии в Университете Осло с диссертацией «Антология буддийских тантрических песен». В 1975—2007 годах был профессором по истории религий в Университете Осло, сейчас — заслуженный профессор в отставке.
В 1976 году Пер Кверне был избран членом Норвежской Академии науки и литературы. С 1992 года является председателем правления Института сравнительных исследований человеческой культуры в Осло. Им опубликована серия книг по истории религий, главным образом по религии бон и буддизму. В последние годы он также публикует работы по истории искусств.
Являясь с июня 1998 годы католиком, Пер Кверне в 2006—2008 гг. был членом Группы академических исследований при католической епархии Осло. С апреля 2007 по май 2008 года он работал деканом по учебной части в Семинарии Св. Эйстейна. С 29 июня 2010 года является капелланом в церковном Соборе святого Олафа.

## Области научных интересов
- Тибетология
- Буддология
- Индуизм
- История шотландского искусства XIX века
- Религиозное искусство и иконография